# Cybaeus vignai
Cybaeus vignai är en spindelart som beskrevs av Brignoli 1977. Cybaeus vignai ingår i släktet Cybaeus och familjen vattenspindlar. Inga underarter finns listade i Catalogue of Life.